# Claude Ribbe
Claude Ribbe, né le 13 octobre 1954 à Paris, est un écrivain, philosophe et réalisateur français.

## Biographie
Ancien élève de l'École normale supérieure (Ulm), agrégé de philosophie, originaire de Guadeloupe par son père et de la Creuse par sa mère, Claude Ribbe se penche dans son œuvre sur le passé esclavagiste français et certaines figures qui en sont issues : notamment le général Dumas et le chevalier de Saint-George.
Il siège, de 2005 à 2008, à la Commission nationale consultative des droits de l'homme.
En 2007, il est candidat aux élections législatives dans la circonscription de Sarcelles comme candidat sans étiquette et obtient 88 voix, soit 1,27 % sur 13 976 électeurs inscrits et 6 942 suffrages exprimés.
Parallèlement à ses activités d'essayiste et de romancier, Claude Ribbe mène une carrière d'auteur dramatique (Delgrès, 2009), de scénariste et de réalisateur, et tourne plusieurs films consacrés au chevalier de Saint-George ou au général Dumas.
Depuis 2002, Claude Ribbe mène campagne, notamment à travers l'association des amis du général Dumas (qu'il préside), pour valoriser cette figure historique. Il intervient officiellement le 30 novembre 2002 au Sénat lors d'une allocution prononcée devant la dépouille d'Alexandre Dumas, juste avant son entrée au Panthéon. Ribbe souhaite en particulier que la statue du général Dumas, par Alphonse de Moncel, érigée à Paris en 1913 (sur l’actuelle place du Général-Catroux dans le 17e arrondissement, où se trouvent la statue du fils du général par Gustave Doré et celle de son petit-fils par René de Saint-Marceaux) et fondue par les collaborateurs en 1943, soit remplacée. En novembre 2007, il adresse dans ce sens une pétition à Bertrand Delanoë, maire de Paris. La nouvelle œuvre (la statue à sa mémoire a été remplacée par un monument métallique symbolique représentant des fers d'esclaves brisés) sitôt remise en place, Ribbe se propose d'en offrir une copie aux Haïtiens, conformément au vœu émis par l’écrivain Alexandre Dumas en 1838[Passage contradictoire (Dumas père n'a pas pu émettre le souhait, en 1838, d'envoyer une copie d'une statue créée en 1913)]. En réponse à ces démarches, et à la suite d'un vote unanime du conseil de Paris en juin 2002, Bertrand Delanoë désigne le plasticien Driss Sans-Arcidet pour réaliser un important monument en mémoire du général Dumas, représentant des chaînes et des fers d’esclave brisés, qui est inauguré à Paris, place du Général-Catroux, samedi 4 avril 2009 sous l’égide de l’Association des amis du général Dumas, en présence de Bertrand Delanoë et de Yazid Sabeg commissaire à la diversité et à l’égalité des chances. L’événement avait reçu le soutien officiel de l’UNESCO (programme « La route de l’esclave »). À la même époque, il est un des acteurs de premier plan à l'automne 2005 de l'affaire Olivier Grenouilleau.
À la mort d'Aimé Césaire, le 17 avril 2008, Claude Ribbe lance l'idée de l'inhumer au Panthéon, même symboliquement. Il lui rend hommage dans Le Nègre vous emmerde, le premier ouvrage paru sur Césaire depuis sa disparition, un pamphlet mettant en cause ceux qui l'ont persécuté de son vivant ou qui ont cherché à se servir de lui au moment de sa mort.
De septembre 2008 à juillet 2011, Claude Ribbe dirige la collection littéraire « Ethiopica » qu'il avait fondée aux éditions Alphée-Jean-Paul Bertrand.
En janvier 2020, il est désigné candidat aux municipales de mars sur la liste LREM de Benjamin Griveaux à Paris, dans le 17e arrondissement. En février 2020, après le remplacement de Griveaux par Agnès Buzyn, il se retrouve en 3e place sur la liste de Jean-Pierre Lecoq dans le 6e arrondissement de Paris, initialement soutenue par LR.

## Ouvrages
La publication en 2005, au moment du bicentenaire de la bataille d'Austerlitz, de son pamphlet contre Napoléon Ier, Le Crime de Napoléon (livre dans lequel Claude Ribbe, décrivant la traite négrière, initie un parallèle entre Napoléon et Hitler), suscite de vives critiques de la plupart des historiens spécialistes de la période, qui dénoncent ses nombreuses approximations et considérent que le livre tient davantage du pamphlet que du livre d'histoire, l'historien Pierre Nora y voyant « un pamphlet sans queue ni tête ». Reprenant un thème déjà abordé de manière romanesque dans L'Expédition, Claude Ribbe y soutient qu'une politique d'extermination raciale des citoyens français de Saint-Domingue (aujourd'hui république d'Haïti) avait été engagée en 1802-1803, notamment par gazage au dioxyde de soufre, épisodes par ailleurs mentionnés dans les écrits de Victor Schœlcher.
Claude Ribbe a publié deux biographies du général Dumas, dont Le Diable noir (2008) qu'il a lui-même adaptée en documentaire avec Stany Coppet.

## Prises de position
Dans Les Nègres de la République, Claude Ribbe, s'affirmant résolument universaliste, met en doute la légitimité d'une prétendue « question noire » et, s'opposant aux analyses de Jean-Paul Sartre (L'Orphée Noir, 1948), soumet au questionnement philosophique l'idée de négritude. Son « paradoxe de James Brown » relativise toute vision de l'humanité fondée sur le préjugé de couleur[réf. nécessaire].
En février 2004, il proteste contre le départ du président haïtien Jean-Bertrand Aristide, exilé après plusieurs mois de manifestations populaires. Les soubresauts de l'affaire Olivier Grenouilleau, centrée sur la liberté d'expression d'un historien menacé de suspension pour avoir estimé dans les médias que les traites négrières ne constituaient pas un génocide, ont attiré la sympathie des médias pour le point de vue de son éditeur Pierre Nora, très opposé à la publication du livre de Claude Ribbe en février 2005, Le crime de Napoléon.[réf. nécessaire]
À partir de 2011, il est président du comité de soutien en France de Nafissatou Diallo[réf. nécessaire].
En novembre 2014, il prend position pour l'interdiction de l'installation-performance Exhibit B qui se déroule au théâtre Gérard-Philipe de Saint-Denis. Cette œuvre, dont l'objectif revendiqué est de combattre le racisme, reproduit de manière très réelle les expositions d'individus noirs telles qu'elles étaient pratiquées auparavant. Venu manifester son mécontentement sur place, il est alors questionné par des journalistes sur le soutien apporté par certains à la liberté artistique, notamment Lilian Thuram. À son égard, il répond : « Moi, je suis agrégé de philosophie ; lui, il est footballeur. »

## Publications
- Le Cri du Centaure, 2001
- Alexandre Dumas, le dragon de la reine, 2002
- L'Expédition, 2003
- Le Chevalier de Saint-George, 2004
- Une saison en Irak, 2005
- Le Crime de Napoléon, 2005 (réédition en 2013)
- Les Nègres de la République, 2007
- Le Nègre vous emmerde : pour Aimé Césaire, 2008
- Le Diable noir, biographie du général Dumas

adapté en documentaire par Claude Ribbe (Alphée Jean-Paul-Bertrand, décembre 2008-2009)
- Mémoires du chevalier de Saint-George, 2010
- Eugene Bullard, 2012
- Une autre histoire, Le Cherche midi, 2016  (ISBN 2749113970 et 978-2749113975)
- Le général Dumas : né esclave, rival de Bonaparte et père d'Alexandre Dumas, Paris, Taillandier, coll. « Biographie », 2021, 233 p.  (ISBN 979-10-210-4897-3)

précédemment paru sous le titre : Le diable noir : biographie du général Alexandre Dumas (1762-1806), père de l'écrivain

## Filmographie
- Le Diable noir (documentaire 52 min, France 3, 2009, France 2, 2010)
- Le Chevalier de Saint-George (docu-fiction 52 min, France 3, 2011)
- Eugène Bullard (documentaire 52 min, France 3, 2013)

## Distinctions
- Prix Casa de las Américas 2004